# Derna, Bihor
Derna (în maghiară Felsőderna) este satul de reședință al comunei cu același nume din județul Bihor, Crișana, România.